# Hắc tố

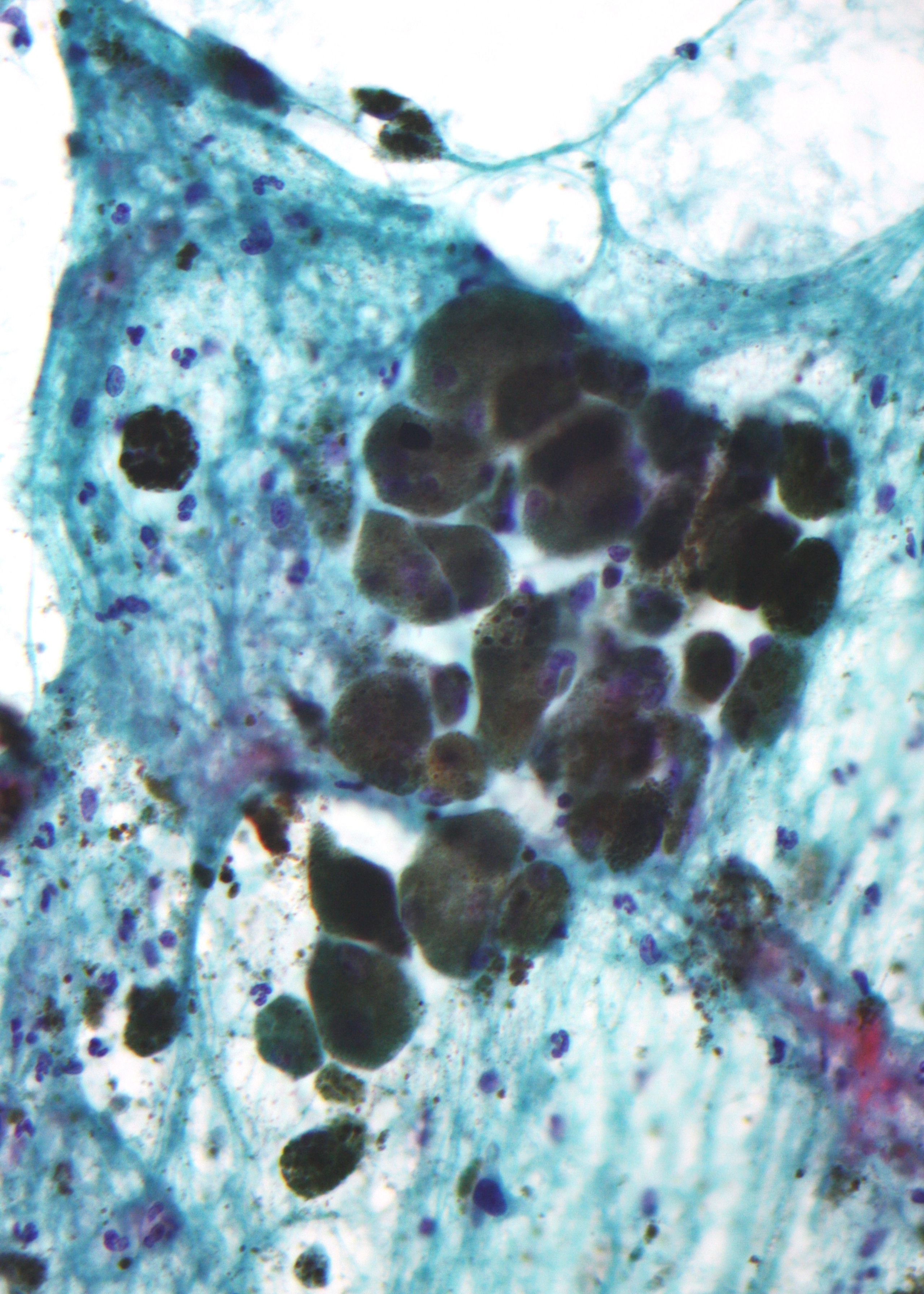
Sắc tố melanin (khúc xạ ánh sáng hạt vật chất—trung tâm hình ảnh) trong một khối u ác tính sắc tố

Hắc tố (tiếng Anh: Melanin /ˈmɛlənɪn/ ⓘ (tiếng Hy Lạp: μέλας - melas, "màu đen, màu sẫm") là một thuật ngữ chung dành cho một nhóm các sắc tố tự nhiên được tìm thấy trong hầu hết các sinh vật (Arachnida là một trong số ít các nhóm mà hắc tố không hiện diện). Melanin được sản xuất qua quá trình oxy hóa của các amino acid tyrosine, theo sau bởi sự trùng hợp hóa học. Sắc tố được sản xuất trong một nhóm chuyên môn tế bào được gọi là tế bào biểu bì tạo hắc tố.
Có ba loại cơ bản của melanin: eumelanin, pheomelanin và neuromelanin. Phổ biến nhất là eumelanin, trong đó có hai loại eumelanin nâu và eumelanin đen. Pheomelanin là một cysteine chứa polymer đỏ của đơn vị benzothiazine chủ yếu chịu trách nhiệm cho tóc màu đỏ, trong số những sắc tố khác. Neuromelanin được tìm thấy trong não, tuy nhiên chức năng vẫn còn mơ hồ.
Trong da, sự hình thành hắc tố xảy ra sau khi tiếp xúc với bức xạ tia cực tím, khiến làn da chuyển màu rám nắng mặt trời rõ ràng. Melanin là một chất hấp thụ ánh sáng hiệu quả; sắc tố có thể tiêu tan hơn 99,9% tia UV hấp thụ. Bởi vì đặc tính này, melanin được cho là bảo vệ tế bào da khỏi tác hại bức xạ UVB, giảm nguy cơ ung thư da. Hơn nữa, mặc dù tiếp xúc với bức xạ tia cực tím có liên quan đến việc gia tăng nguy cơ u hắc tố ác tính, một dạng ung thư hắc tố, các nghiên cứu đã cho thấy một tỷ lệ thấp hơn về bệnh ung thư da ở người có melanin tập trung hơn, nghĩa là màu da tối hơn. Tuy nhiên, mối quan hệ giữa sắc tố da và phản ứng quang hóa vẫn đang được làm rõ.